# نیمه‌راه زندگی
نیمه‌راه زندگی فیلمی به کارگردانی مهدی بشارتیان و نویسندگی اسدالله نظری ساختهٔ سال ۱۳۳۲ است.

## بازیگران
- شهلا ریاحی
- آریا
- عبدالله خرمی
- حسام‌الدین
- بهبهانی
- ثوابی